# La Hora (Ecuador)
La Hora fue un diario con varias ediciones regionales en Ecuador, fundado el 23 de agosto de 1982, que se imprimió hasta el 19 de marzo de 2020. Se publicaba en Quito, Esmeraldas, Tungurahua, Santo Domingo de los Tsáchilas, Imbabura, Carchi, Loja, Los Ríos, Zamora Chinchipe, Manabí y Cotopaxi en ediciones diferentes en cada región, así como una edición nacional adicional. La matriz de La Hora (que ahora funciona como periódico digital) se encuentra en Quito.

## Historia
Diario La Hora inició sus publicaciones en Quito el 23 de agosto de 1982. Fundado por Galo Martínez Merchán, nació de la empresa periodística Gráficos Nacionales S.A., editora de los periódicos Expreso y Extra de la ciudad de Guayaquil.
Cuando por razones empresariales, Galo Martínez Merchán cedió sus acciones a un grupo de inversionistas integrado por José Tobar y Tobar, Álvaro Pérez Intriago, Julio Ponce Arteta, Jorge Endara y Francisco Vivanco Riofrío, quienes conformaron Editorial Minotauro, empresa editora de La Hora.

## Periódicos regionales
Para satisfacer las necesidades de información de diversas personas asentadas en varios sectores del país, Diario La Hora emprendió en un plan de regionalización de sus publicaciones.
El 1 de agosto de 1992 se lanzó el primer ejemplar de La Hora de Esmeraldas. Cinco meses después, el 7 de enero de 1993 se publica La Hora de Tungurahua. Un año después, el 27 de enero de 1994, en Santo Domingo de los Tsáchilas, se circula por primera vez La Hora de Santo Domingo de los Tsáchilas. Un año después, el 9 de agosto de 1995 se circula La Hora de Imbabura y Carchi ven sus propias ediciones. Casi Dos años después, el 1 de agosto de 1997 se circula La Hora de Loja. Cuatro meses después, el 12 de febrero de 1998 se circula La Hora de Los Ríos. Dos años después, el 9 de agosto del 2000 se circula La Hora de Zamora Chinchipe. Siete años después, el 18 de octubre del 2007 se circula La Hora de Cotopaxi, tienen sus publicaciones, con ediciones locales, y con información generada y recabada en sus regiones, sistema que le ha permitido a La Hora contar con la mejor aceptación de sus lectores. Tiene una circulación conjunta superior a los 100.000 ejemplares diariamente, y es el único medio impreso con tres plantas impresoras en tres diferentes regiones del país.
La primera edición regional en cerrar fue la de Manabí, el 30 de julio de 2014. El 19 de marzo de 2020 dejaron de imprimirse su edición nacional y demás ediciones regionales, tras una prolongada crisis económica que se agravó por la pandemia de Covid-19, entregando desde entonces una edición digital en pdf de manera exclusiva a sus suscriptores, publicando ediciones impresas de manera excepcional.